# Campo de dunas de Hagal
Hagal é o nome informal de um campo de dunas localizado abaixo do polo norte de Marte. Seu nome deriva das dunas de areia do romance de Frank Herbert Duna e o planeta fictício Hagal. Ele está localizado nas coordenadas 78.0° N de latitude, 84.0° L de longitude, e consiste de dunas lineares e redondas orientadas em direção ao sudeste. Esta foi uma das formações de dunas fotografadas pela câmera HiRISE, a bordo do Mars Reconnaissance Orbiter, a uma taxa de uma imagem a cada seis semanas, no terceiro ano (MY31–Marte Ano 31) de sua expedição sazonal. Ele também é conhecido como o "Código Morse Marciano", pois as formações de dunas lineares e arredondadas têm a aparência de pontos e traços.

## Formação
Embora seja normalmente possível obter informações sobre a direção do vento a partir da orientação e forma de dunas de areia, a complexidade das formas das dunas de Hagal tornam difícil determinar a direção da formação de ventos. No caso de Hagal, é teorizado que uma cratera circular local, provavelmente formada devido a impactos de meteoritos e posteriormente cheia de areia, tem diminuído a quantidade de areia para formar dunas; esta, por sua vez, impactou a topografia local, causando uma mudança nos padrões de vento.
As dunas lineares (traços) foram formadas pela ação de ventos bidirecionais, agindo perpendicularmente à linha de dunas de areia, fazendo com que um efeito de afunilamento levasse a areia a se acumular ao longo do eixo linear da duna. As dunas redondas (pontos) foram formadas quando os ventos que causaram as acumulações lineares foram interrompidos. As dunas redondas são classificados como "dunas barchanoid". No entanto, o mecanismo exato de formação ainda é desconhecido e, por isso, a região foi escolhida para ser fotografada pela missão HiRISE.
Veronica Bray, especialista de direcionamento de câmera da HiRISE, comentou que existem dunas de forma semelhante em outras partes de Marte, mas o campo de Hagal fornece as melhores imagens destas formas devido às características incomuns de sua topografia. Bray também decodificou o "Código Morse" de uma formação como "NEE NED ZB 6TNN DEIBEDH SIEFI EBEEE SSIEI ESEE SEEE !!".